# Gene Okerlund

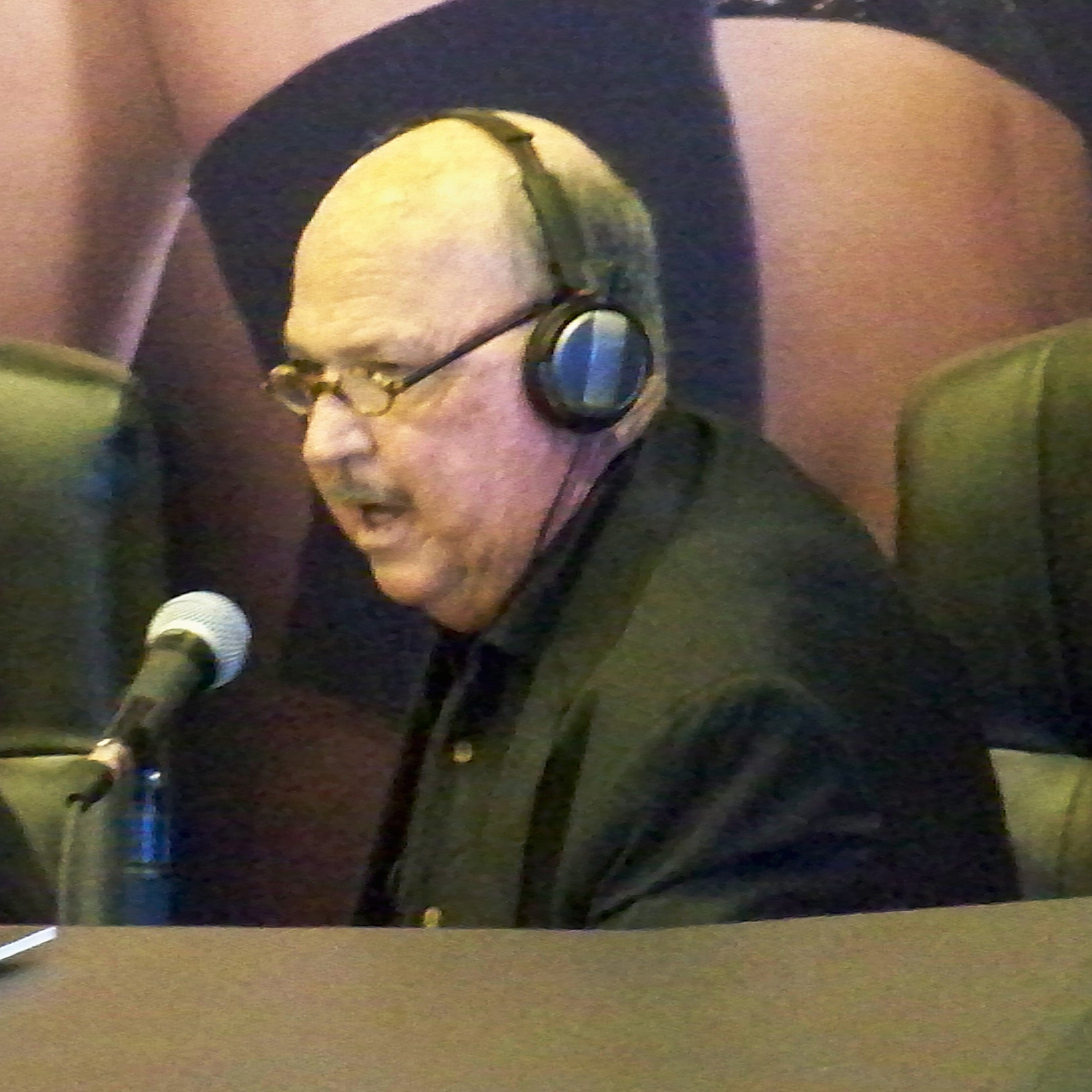
Gene Okerlund bei WrestleMania 25 im Jahr 2009

Eugene „Mean Gene“ Okerlund (* 19. Dezember 1942 in Brookings, South Dakota; † 2. Januar 2019 in Sarasota, Florida) war ein amerikanischer Sportjournalist, der sowohl als Kommentator, Ringsprecher, Interviewer und Moderator tätig und bei den größten Wrestlingorganisationen beschäftigt war.

## Karriere

### Die Anfänge
Eugene Arthur Okerlund studierte Journalismus an der University of Nebraska in Lincoln und begann als Disc Jockey bei KOIL in Omaha, Nebraska zu arbeiten. Anschließend wechselte er zu WDGY in Minnesota, wo er unter dem Pseudonym Gene Leader arbeitete.
Durch seine Arbeit bei einem lokalen Fernsehsender konnte Okerlund Kontakte in das Wrestlinggeschäft knüpfen. Al DeRusha, ein Ringrichter in der American Wrestling Association, vermittelte den Kontakt zu Verne Gagne, dem damaligen Besitzer der Liga.
Ab 1974 war er bei der American Wrestling Association als Ersatzmann für deren Ringsprecher und Interviewer Marty O’Neill tätig, den er Ende der 1970er Jahre komplett ersetzte, nachdem dieser an einem Herzinfarkt verstarb. Okerlund war durch seine vorherige Tätigkeit den üblichen Ringsprechern und Interviewern rhetorisch überlegen. In dieser Zeit bekam er auch von dem Wrestler Jesse "The Body" Ventura den Spitznamen „Mean“ (dt. gemein) verliehen. Ein ironischer Zusatz, da Okerlund hinter den Kulissen bei allen Mitarbeitern der Liga sehr beliebt war. Bei einem Interview sprach Ventura über Tom Petty und sagte, er wette, Okerlund würde nicht wissen, wer das sei. Gene sagte sarkastisch, dass es sich um einen Rennfahrer handeln würde und Ventura antwortete „That’s mean, Gene.“ („Das ist aber gemein, Gene.“) In der AWA lernte er auch Hulk Hogan und Bobby Heenan kennen und freundete sich mit den beiden an.

### World Wrestling Federation (1984 – 1993)
Hulk Hogan empfahl Okerlund und brachte ihn 1984 mit aus der American Wrestling Association in die damalige World Wrestling Federation (heute WWE), die sich zu diesem Zeitpunkt im Aufschwung befand. Dort war Okerlund neun Jahre aktiv und war praktisch omnipräsent. Einige Wochen bevor die erste Wrestlemania stattfand, fungierte Okerlund in der Veranstaltung War to Settle the Score wie üblich hinter den Kulissen und interviewte berühmte Persönlichkeiten, die unter den Gästen waren, wie Andy Warhol, Danny DeVito und Cyndi Lauper. Bei der ersten Wrestlemania Veranstaltung war Okerlund derjenige, der die Nationalhymne der Vereinigten Staaten singen durfte. Er ist außerdem auf The Wrestling Album (1985) mit einer Coverversion von Tutti Frutti vertreten. Okerlund hatte während seiner High-School-Zeit in der Rock-&-Roll-Band Gene Carroll & The Shades gesungen, die relativ erfolgreich in seiner Heimatstadt war.
Er arbeitete hauptsächlich als Ringsprecher, Interviewer, Kommentator und Moderator in Wrestling-Sendungen für das damalige US-amerikanische Kabelfernsehen, wie Tuesday Night Titans, Wrestling Challenge, Prime Time Wrestling und All-American Wrestling. Jedoch wurde er sogar zusammen mit Hulk Hogan für ein Match gegen Mr. Fuji und George Steele eingesetzt. Am 12. November 1985 hatte Okerlund zusammen mit anderen Wrestlern einen Gastauftritt in der TV-Serie Das A-Team.
Gene Okerlunds Interviewsegmente im Backstagebereich waren von hohem Unterhaltungswert. Viele seiner Interviewgäste, auch mutmaßliche Bösewichte, nannte er "Close, personal, long-time friend" (deutsch: Enger, vertrauter und langjähriger Freund), was sich zu einem Markenzeichen seiner Auftritte entwickelte. Ein weiteres Markenzeichen, welches ihm Hulk Hogan verlieh, war die beginnende Antwort Hogans zu der Anfangsfrage eines Interviews Okerlunds mit "Let me tell you something, Mean Gene".
In der Zeichentrickserie Hulk Hogan`s Rock N´Wrestling war Okerlund ebenfalls als Figur vertreten, die an merkwürdigen Orten den Wrestlinghelden eine Frage stellte.
Beim SummerSlam 1989 passierte ihm ein heute legendärer Fehler. Als während eines Interviews mit Rick Rude und dessen Manager Bobby Heenan, das auf den kommenden Kampf gegen den Ultimate Warrior vorbereiten sollte, der Backdrop mit dem SummerSlam-Logo herunterfiel, drehte sich Okerlund um und fluchte „Fuck it!“. Bei der Ausstrahlung wurde das falsche Videotape abgespielt, so dass der Blooper gesendet wurde. Ein weiterer lustiger Moment war beim Royal Rumble 1992, als er während eines Segments, in dem er Ric Flair, Bobby Heenan und Curt Hennig interviewte, einen Mitarbeiter darauf aufmerksam machte, doch bitte die Zigarette auszumachen.
Okerlunds letztes Großereignis für die WWF war der Summer Slam 1993.

### World Championship Wrestling (1993 – 2001)
Im September 1993 verließ er die WWF und wurde als Interviewer für World Championship Wrestling eingestellt. Auch hier war er in obigen Positionen tätig. Bis zur Übernahme der WCW durch die WWF am 26. März 2001 war Okerlund dort aktiv. Gene Okerlund stieg zweimal in seiner Zeit bei der WCW in den Ring, um eine Fehde gegen seinen Kollegen Mark Madden auszufechten. Ein Höhepunkt seiner Moderatorentätigkeit für die Liga war der Moment, als Hulk Hogan mit Kevin Nash und Scott Hall die Gruppierung der New World Order ausrief. Hier sollte laut Storyline Hogan zum Bösewicht werden, was bei den Zuschauern vor Ort auch ankam, welche u. a. mit Bierdosen nach Hogan warfen. Eine davon traf Okerlund an der Nase.

### World Wrestling Entertainment (2001 – 2018)
Okerlund wurde nach dem Aufkauf der WCW wieder von der WWF übernommen und arbeitete seitdem wieder für diese. Gemäß seinem Alter trat er jedoch etwas kürzer. Sein erster größerer Auftritt fand an der Seite von Bobby "The Brain" Heenan statt, mit welchem er die Gimmick-Battle Royal bei Wrestlemania X-Seven (2001) kommentierte. Bis 2002 war er Moderator der Sendung WWE Confidential.
In den Jahren 2004 und 2005 moderierte er die ersten beiden WWE-Hall-of-Fame-Veranstaltungen nach einer achtjährigen Pause. Am 1. April 2006 wurde Okerlund schließlich selbst in die WWE Hall of Fame aufgenommen. Der Laudator war Hulk Hogan.
Die WWE-Hall-of-Fame-Veranstaltung im Jahr 2008 moderierte Okerlund dann erneut, diesmal jedoch gemeinsam mit Todd Grisham. Im Jahr 2009 fungierte Okerlund selbst als Laudator für den langjährigen Ringsprecher der WWF/E und engen Freund Howard Finkel. Ein letztes Mal trat Okerlund im Jahr 2014 als Laudator in Erscheinung, da dieser von Mr.T. als solcher gewünscht wurde.

#### WWE Network
Seit dem Jahr 2008 arbeitete Okerlund im historischen Archiv der WWE und moderierte die WWE Vintage Collection sowie die 24/7 WWE Hall of Fame-Sektion. In den letzten Jahren kommentierte er insgesamt 3 Staffeln der Zeichentrick-Serie Story Time im WWE Network, in der vergangene und aktuelle Größen des Wrestlingsports, humorvolle Geschichten aus ihren Zeiten im Unternehmen schildern.
Ab dem 17. April 2014 war Okerlund mehrere Wochen als Teilnehmer der Show „WWE Legends´House“ im WWE Network zu sehen. In einer dieser Folgen verriet er unter Tränen, dass seine Ehefrau ihm eine Niere gespendet hatte, die er wegen seiner Erkrankung dringend benötigte.
Sein letzter öffentlicher Auftritt für die WWE war ein Interviewsegment beim 25. Geburtstag der Sendung Monday Night Raw, mit dem damals amtierenden WWE Champion AJ Styles im Januar 2018, der dort Hulk Hogan imitierte.
Am 14. Januar 2019 wurde zu Ehren von Okerlund vom WWE Network eine Spezialsendung in Form einer Kurzdokumentation ausgestrahlt, mit dem Titel Let me tell you something Mean Gene, in der er persönlich, aber auch ehemalige Weggefährten wie Hulk Hogan, John Cena, Bob Costas, Al DeRusha, Seth Rollins u. a. über seine Karriere sprechen.
Hulk Hogan verabschiedete sich von Gene Okerlund mit einem emotionalen Auftritt bei WWE Raw, in dem er das Publikum wissen ließ, dass er diesen vermisse und liebe. Hogan stellte ein letztes Mal die rhetorische Frage: "Whatcha gonna do when Mean-Gene-o-Mania runs wild on you?" (dt.: Was wollt ihr tun, wenn Mean-Gene-o-Mania durchdreht?).

## Privates
Nach Erreichen seines Universitätsabschlusses in West Virginia arbeitete Okerlund zunächst als Diskjockey für einen lokalen Radiosender in Omaha, Nebraska. Mit Bobby Heenan, Hulk Hogan und The Iron Sheik pflegte Okerlund freundschaftliche Kontakte. Bei der Hochzeit des Iron Sheik war Okerlund auch Trauzeuge. Gene Okerlund war ein leidenschaftlicher Golfspieler und war zusammen mit seiner Frau Mitglied des Minnesota National Golf Course.
Sein letzter öffentlicher Auftritt war beim WrestleCade-Wochenende im November 2018. Dort gab er Autogramme und traf auf Kollegen und Freunde aus dem Wrestlinggeschäft.
Gene Okerlund war seit 1964 mit seiner Frau Jeanne verheiratet, mit der er zwei Söhne hatte. Sein Sohn Todd Okerlund spielte Eishockey für die University of Minnesota und später für die New York Islanders. Er nahm außerdem an den Olympischen Winterspielen 1988 in Calgary teil.
Am 2. Januar 2019 verstarb Okerlund in Folge eines Traumas bzw. daraus resultierender Komplikationen wegen seiner insgesamt drei Nierentransplantationen.

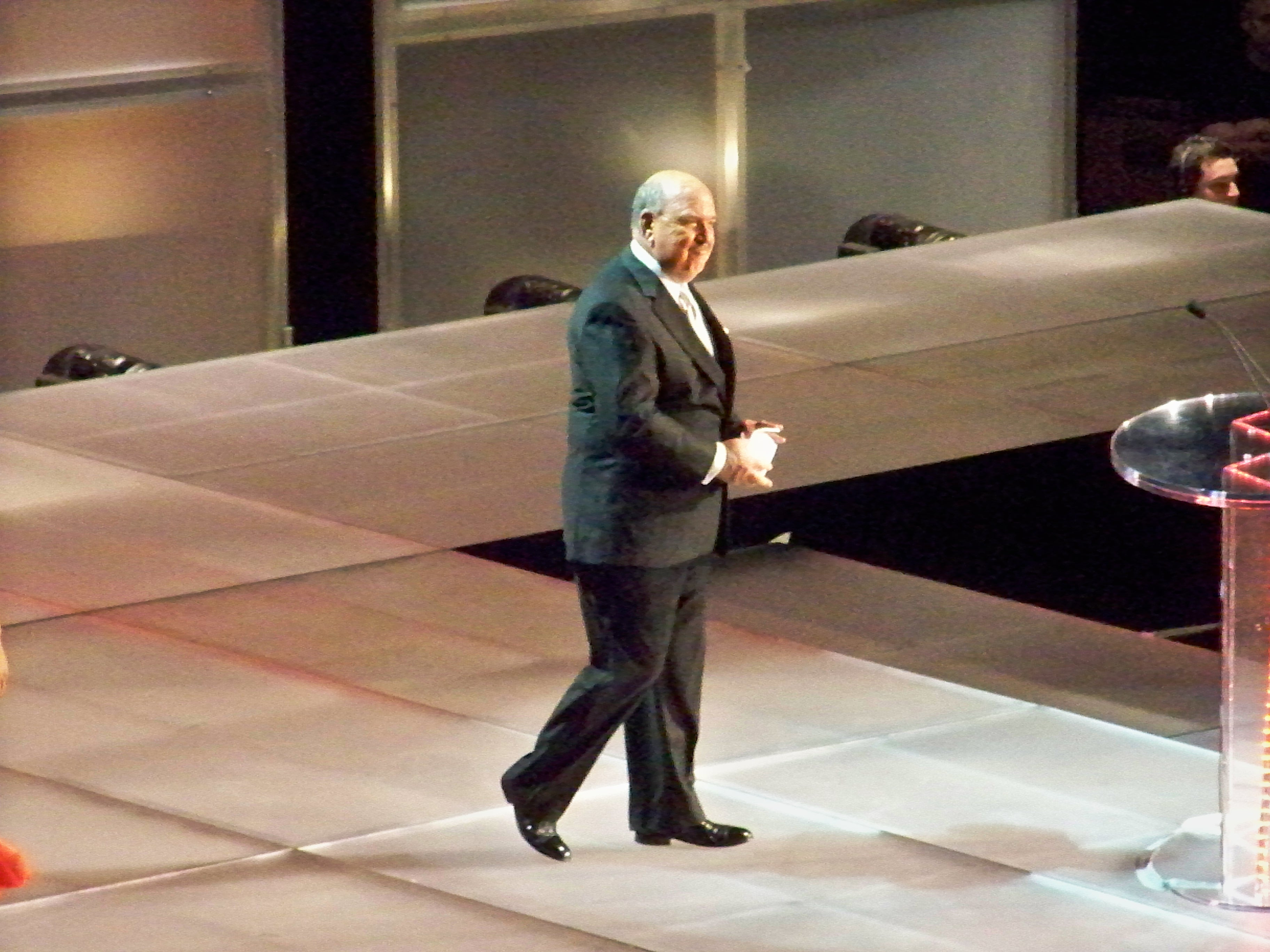
Gene Okerlund bei der WWE Hall of Fame-Zeremonie 2006.

## Auszeichnungen (Auswahl)
- World Wrestling Entertainment
  - WWE Hall of Fame (2006)
  - Slammy Award Bester Kommentator (1986)
  - Slammy Award Bester Kopf, zusammen mit Bam Bam Bigelow (1987)
- New England Wrestling Hall Of Fame (2015)
- Professional Wrestling Hall of Fame (2016)
- Wrestling Observer Newsletter Hall of Fame (2016)
- Pro Wrestling Report (PWR Lifetime Achievement Award 2011)

## Film/Fernsehen
- 2015: The Resurrection of Jake the Snake Roberts (Dokumentarfilm)
- 2000: Ready to Rumble
- 1995: Timemaster - Aus der Zukunft zurück (Timemaster)
- 1990: Von allen Geistern besessen (Repossessed)
- 1989: Hulk Hogan – Der Hammer (No Holds Barred)
- 1985: Das A-Team:  Episode Das FBI ist immer dabei Body Slam (The A-Team: Body Slam)
- 1985–1986: Rock 'n' Wrestling (Zeichentrickserie)